# 新京橋
新京橋（日语：／）是日本岡山县岡山市的一座公路桥梁，跨过旭川连接北区的京橋町和中区的小橋町，承载國道250號（1965年之前为國道2號），1961年4月23日开工，1963年4月8日通车，并在5月24日举行了通车仪式。